# Iglesia de San Antonio de Padua (Estambul)
La iglesia de San Antonio de Padua es un templo católico situado en la ciudad turca de Estambul.

## Historia

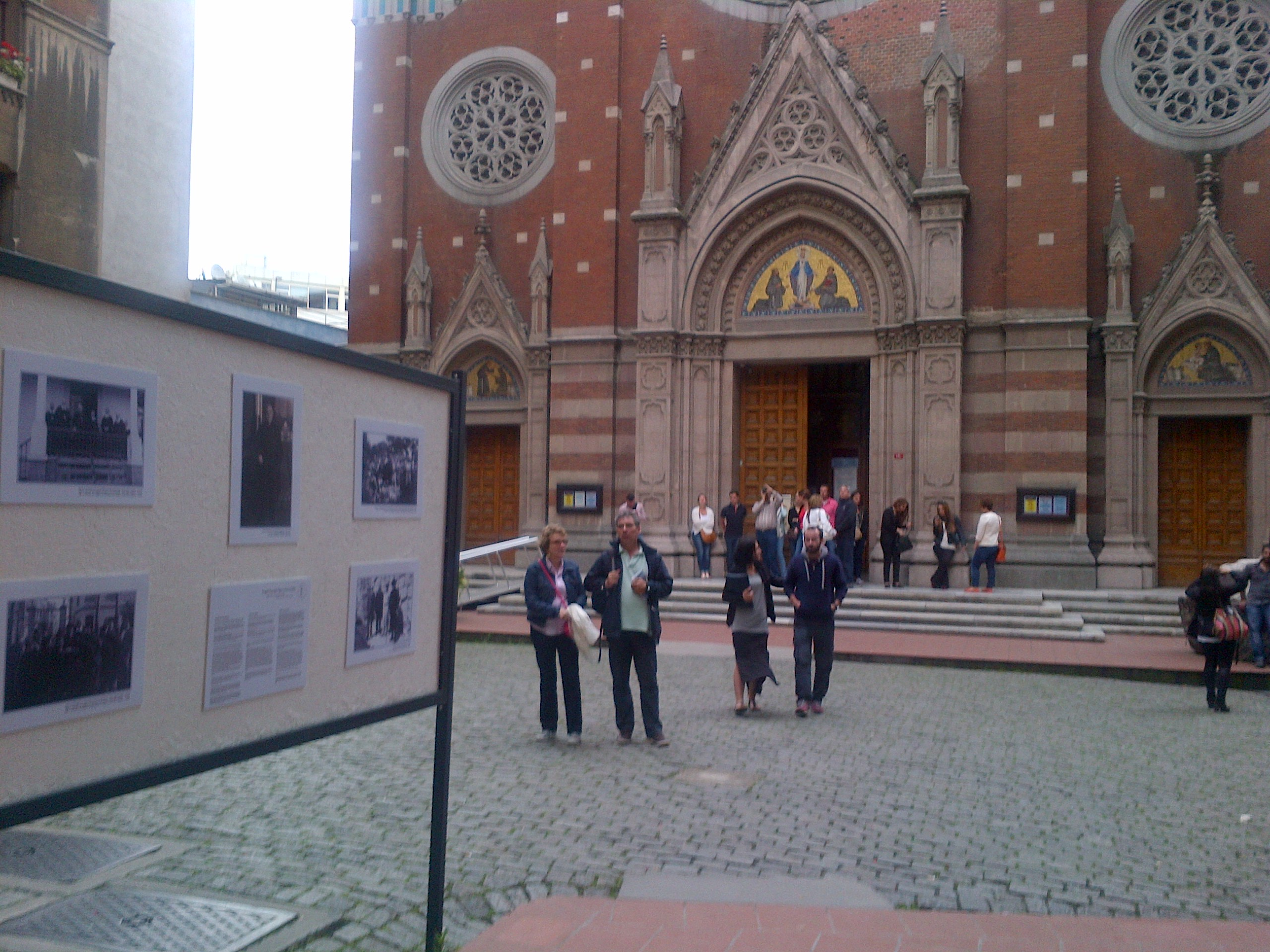
Una exposición es realizada en los patios de la iglesia durante junio de 2014 para conmemorar al Papa Juan XXIII que había servido en Estambul.

La iglesia de Sent Antuan se encuentra en la avenida de İstiklal, en el barrio-distrito de Beyoğlu. Ya existía una iglesia de San Antonio en el terreno construida en 1724, que fue destruida en un incendio y posteriormente reconstruida. Sin embargo la construcción del edificio actual se produjo entre 1906 y 1912. Erigida en estilo neogótico, se trató de uno de los primeros proyectos en la ciudad del arquitecto Giulio Mongeri. En 1932 se le otorgó la categoría de «basílica menor».